# کریستوفر فرگوسن
کریستفور فرگوسن (به انگلیسی: Christopher Ferguson) فضانورد اهل کشور ایالات متحده آمریکا است که در ۱ سپتامبر ۱۹۶۱ میلادی در فیلادلفیا، پنسیلوانیا زاده شد. وی در مأموریت اس‌تی‌اس-۱۱۵، اس‌تی‌اس-۱۲۶، اس‌تی‌اس-۱۳۵ حضور داشته است.